# Nerf optique
 (juillet 2023).

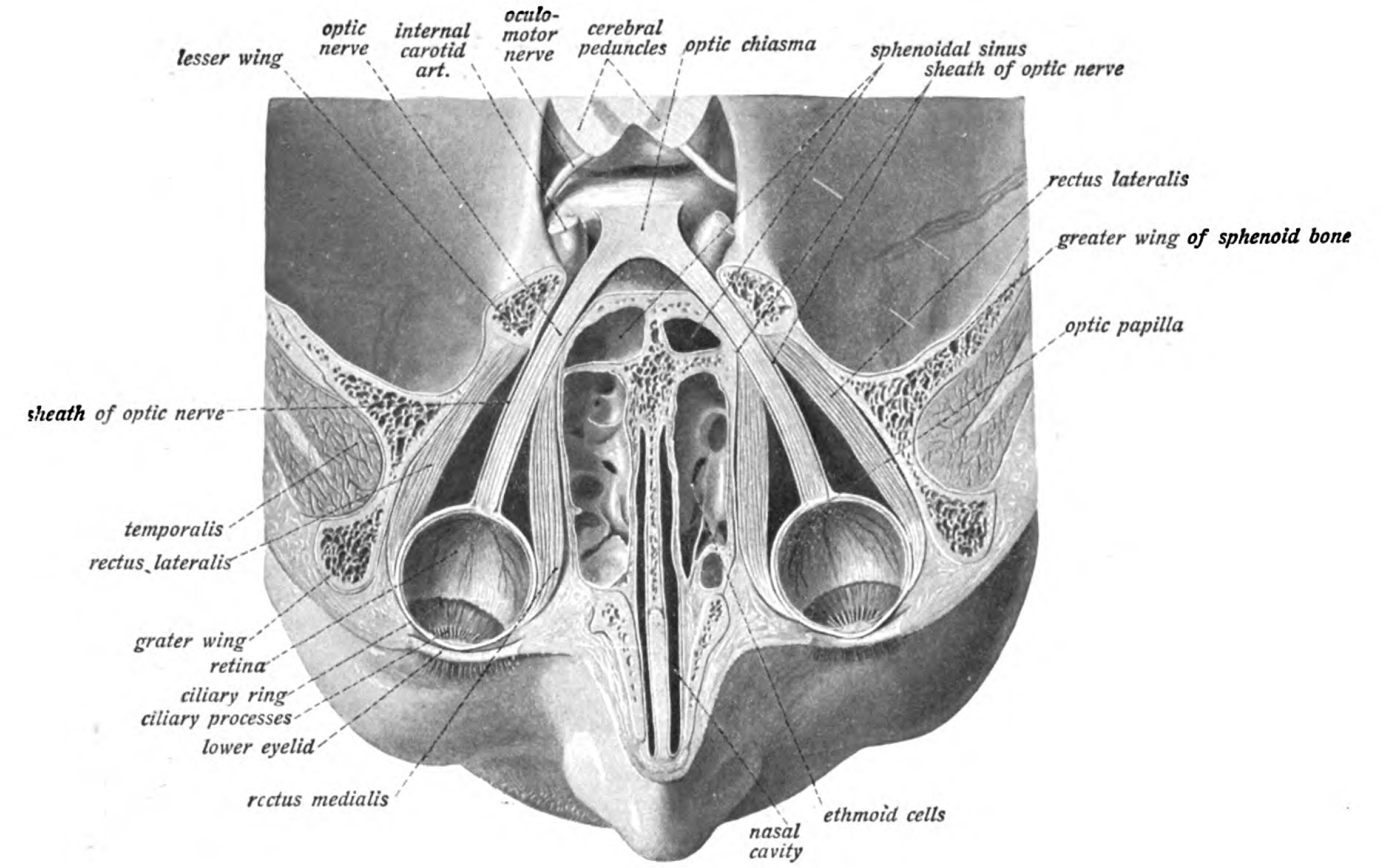
Coupe horizontale au niveau des nerfs optiques, vue de dessus (l'avant est en bas).

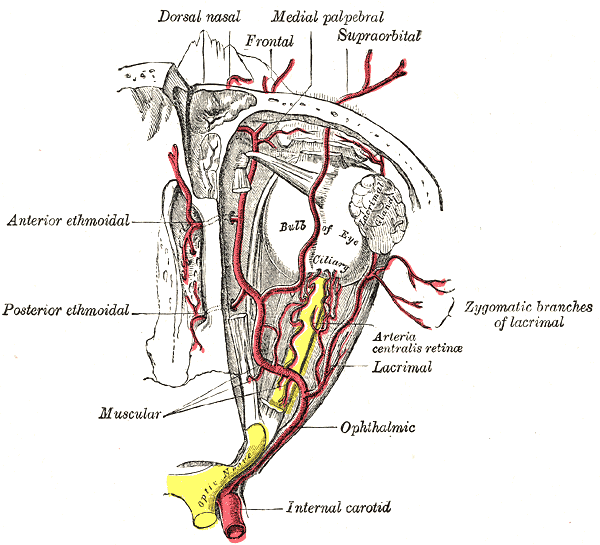
Trajet du nerf optique et de l'artère ophtalmique droites, vue de dessus (l'avant est en haut).

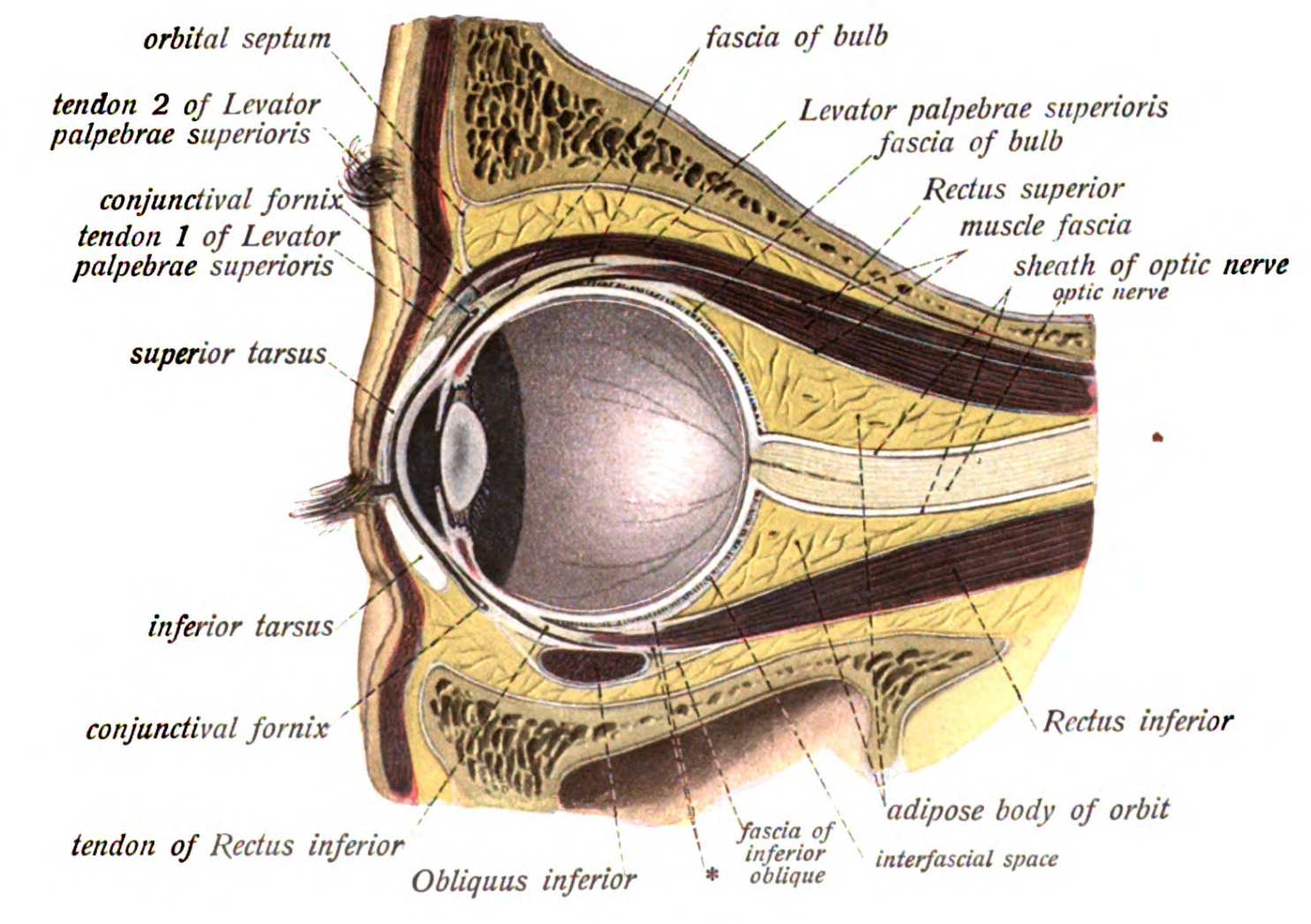
Coupe sagittale dans l'axe du nerf optique dans sa portion orbitaire, vue de profil.

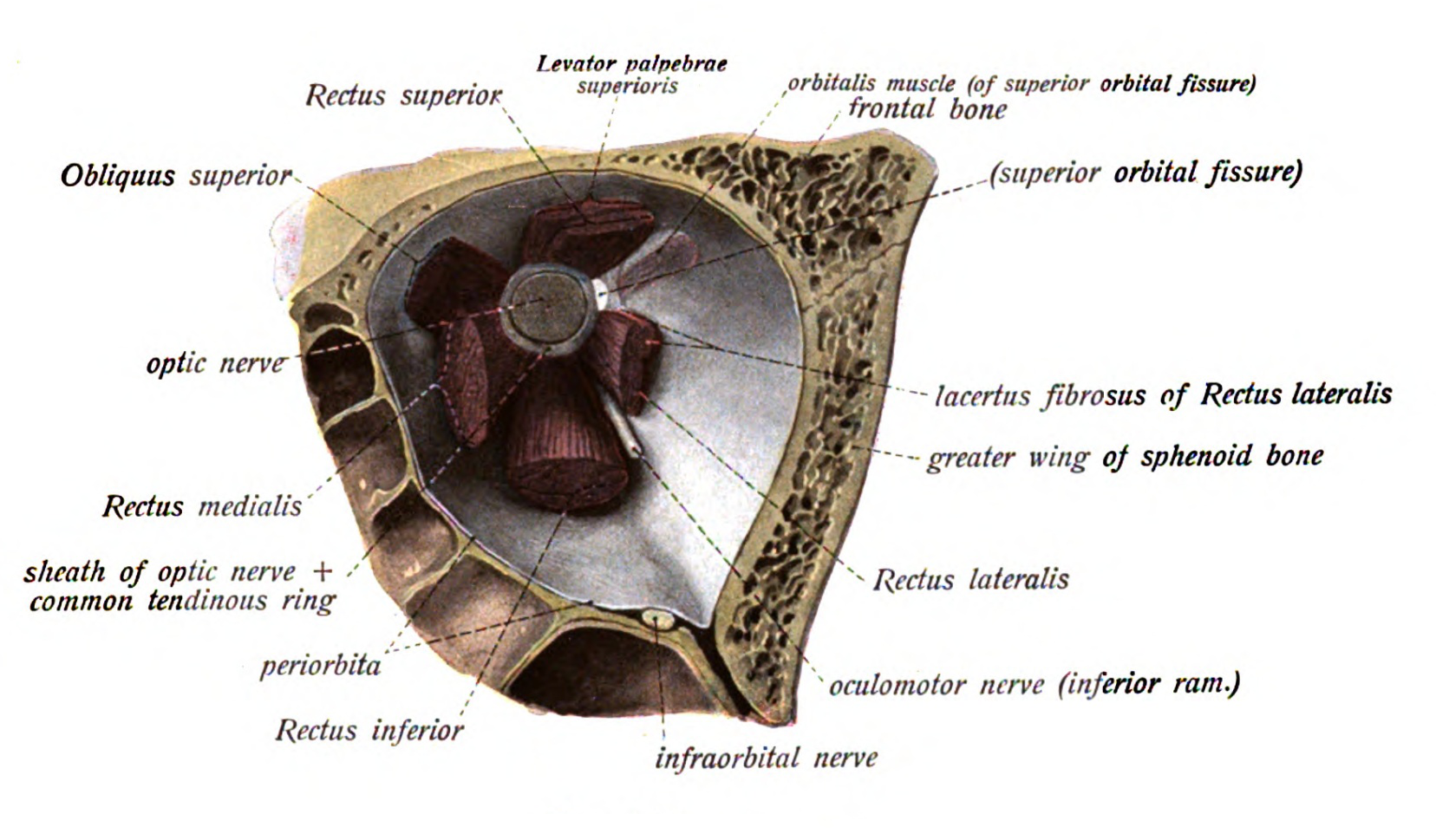
Coupe frontale du sommet de l'orbite gauche, vue antérieure.

Voies visuelles. Les axones des cellules ganglionnaires de la rétine forment jusqu'au chiasma le nerf optique puis ils se poursuivent au-delà jusqu'au corps genouillé latéral dans le tractus optique.

Le nerf optique est une partie du système nerveux central composé de substance blanche, et considéré comme le deuxième nerf crânien (désigné CN II). C'est un nerf sensitif qui participe aux voies optiques et permet donc la vision.

## Anatomie
Le nerf optique naît, dans l'orbite, du globe oculaire, à proximité de son pôle postérieur, un peu en dedans. Il a un trajet orienté en arrière et en dedans, successivement dans l'orbite, le canal optique et une partie de la cavité crânienne. Il se termine à l'angle antérolatéral correspondant du chiasma optique. Le nerf optique mesure approximativement 40 mm de long pour 4 mm de diamètre. Il comporte environ 1,2 million d'axones issus du globe oculaire et qui se continuent dans le chiasma optique. Ces axones sont myélinisés par des oligodendrocytes. Le nerf optique est entouré d'une gaine méningée sur tout son trajet, continue avec la sclérotique du globe oculaire.
Dans l'orbite, le nerf optique forme un cordon arrondi qui chemine au sein de la graisse, dans l'axe du cône musculo-fascial formé par les muscles droits de l'œil et les fascias associés. Ainsi, au sommet de l'orbite, il est entouré des origines de ces muscles. Sa trajectoire, en arrière et en dedans, est très discrètement courbe ; il présente d'abord une discrète sinuosité à concavité latérale, puis une autre à concavité médiale. Il croise l'artère ophtalmique sur ses faces supérieure et latérale à proximité du sommet de l'orbite. Il est en rapport au-dessus et en dessous avec les veines ophtalmiques. Il est également en rapport avec les nerfs naso-ciliaire, oculomoteur et abducens. Il croise aussi le ganglion ciliaire sur sa face latérale. Enfin, il est également en rapport avec les vaisseaux et les nerfs ciliaires.
Dans le canal optique, le nerf optique, adhérent aux parois, est en rapport avec l'artère ophtalmique sur sa face inférieure.
Dans la cavité crânienne, le nerf optique prend une forme progressivement aplatie de haut en bas. Il est en rapport, en bas, avec la tente de l'hypophyse ; en haut, avec l'espace perforé antérieur, l'artère cérébrale antérieure et la racine olfactive interne ; en dehors, avec l'extrémité terminale de l'artère carotide interne et l'origine de ses branches telles que l'artère ophtalmique.

## Intégration au sein des voies optiques
C'est un nerf centripète composé d'environ 1,2 million d'axones issus des cellules ganglionnaires (de la rétine optique), qui se collectent au niveau de la papille (ou tête du nerf optique) avant de sortir du globe oculaire par la lamina cribrosa. Les 1,2 million d'axones font contraste par rapport aux 110 millions de photorécepteurs que contient la rétine. Il y a donc convergence, c'est-à-dire qu'une cellule ganglionnaire intègre l’activité de plusieurs photorécepteurs. 
Du chiasma, les axones se poursuivent dans deux bandelettes optiques (ou tractus optiques) qui contournent le mésencéphale avant de se terminer au niveau des corps géniculés latéraux (ou corps genouillés latéraux). Les axones des nerfs optiques constituent 15 % des afférences des corps genouillés latéraux.

## Pathologie du nerf optique
La pathologie du nerf optique regroupe les affections appelées « neuropathies optiques ».
Les neuropathies optiques les plus fréquentes sont de causes inflammatoires : il s'agit des névrites optiques. Les autres causes de neuropathies optiques sont tumorales (dus à une tumeur), vasculaires, toxiques, ou dégénératives, d'origine génétique, comme dans la neuropathie optique de Leber.
Le syndrome de Traquair est une maladie du chiasma optique (réunion des 2 nerfs optiques) associant :
- un scotome (lacune dans le champ visuel, due à la non perception dans un territoire de la rétine) situé du côté de la lésion ;
- une encoche temporale de l’autre côté, traduisant une lésion de la partie avant du chiasma optique.